# Pia Skrzyszowska
Pia Skrzyszowska, född  20 april 2001, är en polsk friidrottare som tävlar i häcklöpning.

## Karriär
Vid europamästerskapen i friidrott 2022 tog Skrzyszowska guld på 100 meter häck. Hon ingick även i det polska laget som tog silver på 4x100 meter. Vid europiska spelen 2023 tog hon guld på 100 meter häck.